# Evangelion: 3.0+1.0 Thrice Upon a Time
«Євангеліон: 3.0+1.01: Одного разу»; яп. シン・エヴァンゲリオン劇場版𝄇, кириліз.: буквально «Євангеліон: Нова кіноверсія: Реприза» — анімаційний фільм, випущений Studio Khara. Це четвертий і останній фільм у тетралогії Rebuild of Evangelion, заснований на серіалі "Євангеліон". Спочатку вихід намічався на 2015 рік, але робота була призупинена у зв'язку з участю Анно у створенні кінострічки «Годзілла: Відродження». Виробництво відновилося наприкінці 2016 року. Прем'єра була запланована на 27 червня 2020 року, але відкладена через пандемії COVID-19. Нова дата встановлена на 23 січня 2021 року. Через небезпечну епідеміологічну обстановку в Японії 14 січня 2021 року оголошено перенесення. Прем'єра відбулася 8 березня 2021. У програмі Professional: The Way of Work, що вийшла на каналі NHK 22 березня 2021, режисер заявив, що «з цим я закінчив з Євою» і в нього більше немає емоційної прихильності. Прем'єра за межами Японії планувалася 13 серпня 2021 року на потоковому сервісі Amazon Prime Video, але трапилася на день раніше.

## Сюжет
Wille розміщує свою базу в Парижі, де зберігаються боєприпаси та запчастини «Євангеліонів», і під керівництвом Ріцуко Акаґі готується до відновлення міста. Їх атакують з повітря Єви 44А, надіслані Nerv. Марі на Єві-08 захищає перетворювач середовища, поки команда працює над пристроєм. Однак головні сили противника - це заборонені Ватиканським договором енергоблоки 44Б і позитрон гармата 4444С, здатна одним пострілом розбити оборону з літаючих кораблів. За допомогою зруйнованої Ейфелевої вежі Марі знищує зброю. Тепер місто в безпеці, туди заходять Wunder та його флот. Тим часом Аска, Рей та пригнічений Шінджі йдуть спустошеним червоним Токіо-3, де місцями порушена гравітація. Проте їх виявляє Айда, що вижив Кенске, і доставляє до «Третього села», де їх зустрічають Тоджі Судзухара і Хікарі Хоракі. Тоджі — лікар, одружений з Хікарі, мають доньку Цубамэ. Кенське - технік. Усі раді бачити Шінджі, крім Аски. Рей дивується, що у селі багато людей. Виявилося, що Wille забезпечує поселення контейнерами Kredit. Шінджі замкнувся і не хоче їсти. Він байдуже дивиться на голу Аску в будинку Кенську, але як тільки бачить у неї такий же нашийник, від якого Каору втратив голову, його рве. Аска через свою сутність не повинна з'являтися на селі, не може заснути і називає людей Лілін. Рей залишається у сім'ї Судзухари та працює на рисовому полі, виконуючи денну норму. Приймаючи теплу ванну, а не LCL, вона ставить питання: як це — жити без наказу? Аска у нестямі від злості і заштовхує недоумкуватому Шінджі їжу в рот, звинувачуючи його в тому, що він творить зло і тому більше нічого не хоче робити. Шінджі йде до руїн колишньої штаб-квартири Nerv на березі озера.
Аска говорить із лялечкою, що завжди буде одна. Рей шукає Шінджі, Аска пояснює їй, що всіх Аян так запрограмували в Nerv, щоб їм подобався Третій. Коли вона знаходить його, то залишає пайок та плеєр SDAT, який Ікарі відкидає.
Рей допомагає по господарству, Шінджі довго мовчить. Одного разу Аянамі запитує, чи Шінджі захищає село, отримавши відповідь, що він все зруйнував, нікого не хоче бачити і не розуміє доброго до себе ставлення. Коли Ікарі приходить до тями, Кенске бере його своїм помічником. Wille встановлюють стримуюче поле, за яким знаходиться червона зона і безголові Єви. Якщо вони прорвуться, то селі кінець.
Рей просить Шінджі, щоб він дав їй ім'я в новому житті. Через деякий час Аянамі стає погано - вона може існувати лише в межах Nerv, а рівень LCL падає. Тоджі йде разом із Шінджі і згадує минуле. Кенске каже, що його батько загинув від нещасного випадку. Оскільки Ґендо Ікарі живий, то Шінджі потрібно зустрітися з ним.
Рей перевдягають у шкільну форму. На ділянці по відновленню Кенске знайомить Шінджі з 14-річним Реджі-молодшим, сином Каджі та Місато. Батько Реджі помер, намагаючись зупинити Третій удар, а мати пішла, вважаючи себе недостойною. Незабаром прибуває Wunder з постачанням. Рей усвідомлює, що залишилося недовго і плаче. Вона залишає Хікарі записку, де дякує за все і прощається. Шінджі говорить, що не хоче думати про інше ім'я, крім Аян. Рей відповідає, що щаслива та знову передає плеєр. Вона не може тут вижити і перетворюється на LCL.
Шінджі вирішує піти з Аскою на Wunder і отримує кулю зі снодійним. Прокидаючись, він бачить Сакуру, сестру Тоджі, яка б'є його в обличчя за пілотування Єви. Ікарі (об'єкт БМ-03) поміщають в особливу камеру. Особовий склад від цього не в захваті. Аску підвищують до майора. Марі наповнює їхню кімнату книгами. Аска каже, що сопляку Шінджі потрібна не дівчина, а мати. Wunder – це ковчег, що зберігає життя на Землі, корабель Каджі довірив Місато. Нова штаб-квартира Nerv з Чорним місяцем рухаються до Південного полюса, епіцентру Другого удару. Кодзо Фуюцукі за наказом Ґендо готує до запуску Єву-13 для здійснення Четвертого удару та завершення «Проекту вдосконалення людства». Старий Фуюцукі знає, що Ікарі змусив сина зазнати болю від втрати, коли Аянамі №6 втратила форму. Ріцуко каже Місато, що та пошкодує за м'якість до Шінджі, і не слід було пускати його на борт. Кацураґі дивиться на фотографію Шінджі та сина.
Nerv прибуває до пункту призначення; до кінця світу залишається кілька годин. Флот Wunder та дві Єви наводяться у бойову готовність. Асці та Марі видають нові захисні білі костюми. Аска востаннє запитує Шінджі, чи зрозумів він, за що вона хотіла його вдарити. Відповідь була правильною: тому що вона не зміг взяти на себе відповідальність, не вирішивши ні допомогти, ні вбити її в тестовій Єві, зараженій Ангелом. Аска розуміє, що Шінджі виріс і зізнається, що раніше любила його, але подорослішала швидше. Марі прощається китайською: «Цзай цзянь!» ("До побачення!"). Бачення Каору каже Шінджі, що він повинен знайти власне місце і вони обов'язково зустрінуться.
Wunder розпочинає операцію «Ямато» із запобігання Четвертому удару та нейтралізації Єви-13. Правий борт атакований аналогічним за потужністю кораблем Nerv під командуванням Фуюцукі. Wunder включає аварійне занурення, стикається з роєм Євангеліонів та потрапляє у засідку. Поки флагман проривається до Чорного місяця, Аска та Марі прикривають від натиску незліченних Єв-07. Аска дістається Єви-13, але не може проникнути через AT-поле і розбити ядро. Марі дістає поранення. Кораблі Nerv спускаються в епіцентр - ворота в пекло і створюють крила світла, щоб почати новий удар. Відбувається те, чого немає навіть у сценарії Seele. У цей момент невиявлений четвертий корабель протаранив Wunder. Аска використовує останній засіб Єви-02: активує чорний код 999, знімає пов'язку і випускає із себе дев'ятого Ангела, переставши бути людиною. Однак це не допомагає, Єва-13 запускається, розриваючи та спалюючи Аску. До неї є «оригінал», яка каже, що клон серії Сікін має з'єднатися з нею. Єва-02 вибухає в LCL. До Wunder причіпляється паразит - Єва-09, що блокує систему керування. Всі кораблі штучно створюють Ліліт і перетворюють Чорний місяць на списи. Сцена для удару готова. Марі відходить. Ґендо Ікарі з'являється на палубі флагмана. Ріцуко стріляє в нього, але безрезультатно, оскільки він використав "Ключ Навуходоносора", щоб стати богом. Пілоти Аянамі та Сікінамі були спеціально створені для завершення проекту. Усі людські душі зливаються з нескінченністю Єви. В останньому обряді колективний розум потрапить до раю. Це довів ще доктор Кацурагі, отець Місато. Ангели скуштували плід, а люди їх перемогли і повинні насолоджуватися вічністю як діти божі. Почуття нічого не можуть змінити, вершники вже зібралися. Ікарі вимагає повернути Єву-01 і заходить о тринадцятій. Земля поглинається, «Третє село» ледве тримається, за дверима Гафа — Антисвіт, куди Wunder не пройде. Wille більше не в змозі боротися. Шінджі пропонує пустити його в Єву, що залишилася.
Марі б'ється з паразитом. Шінджі говорить Місато, що хоче розібратися з батьком сам і одягає нашийник. Сакура Судзухара та Мідорі Китакамі намагаються вбити хлопця за влаштоване ним пекло, але кулю приймає Місато, яка доручилася за нього. Тепер іншого вибору немає, як підтримати командира. Марі на Єві-08 забирає Шінджі у рідному синьо-білому контактному костюмі, щоб він потрапив до антивсесвіту, де знаходиться Ґендо. Усередині Єви-01 оригінальний клон Аянамі вибачається за минуле, але Шінджі відповідає, що все гаразд. Синхронізація досягла нескінченного показника. Обидві Єви з списами Касія і Лонгіна потрапляють у Голгофа, основу світобудови, де була Юі Ікарі. Саме там доля підкоряється волі однієї людини. LCL створює симуляцію спогадів. Син пручається і виступає проти батька. Битва відбувається у віртуальному Токіо-3, квартирах Місато та Рей, школі, а також у Геофронті, на полі кавунів Каджі, руїнах Nerv. Перша Єва втілює надію, тринадцята — розпач. Шінджі бачить «Трете село», розуміє, що програє і силою Ґендо не перемогти. Доведеться домовлятися. "Додатковий удар" означає кінець.
Місато планує зробити з Чорного місяця новий спис і відправити Шінджі. Ґендо показує синові «Чорну Ліліт» — Думковий експеримент уявний Євангеліон. Це передбачив професор Кацураги. Списи доповнюють один одного, реальність і фантазія поєднуються, все стає цілим. Удар переписує світ наново. Ось спосіб виконання бажань. Процес починається. Марі приходить до Фуюцукі, він зауважує, що разом із Ікарі вони надто довго чіплялися за надію. Старий заявляє, що його роботу закінчено і Марія Іскаріот може чинити як хоче. Фуюцукі звертається до Юі та розпадається. Місато наказує команді, що залишилася, залишити флагман і готується атакувати гігантську Ліліт. Марі знищує останні Єви та кораблі Nerv. Ліліт розправляє крила. Ґендо показує Шінджі світ, у якому немає А.Т.-полів і будь-яких бар'єрів, а людство має одне серце і розум, чисті та чисті. Син у відповідь передає батькові знайомий плеєр, який був у нього раніше. Вони виявилися схожими у дитинстві. Ґендо жив нелюдимим до зустрічі з Юі (їх познайомила Марі), а втративши її, не зміг змиритися з самотністю, не бажаючи визнавати свою слабкість, тому створив Рей і задумав комплементацію. Місато на Wunder проривається через руки Ліліти. Марі кидає спис Гая (знання і сила волі), яке потрапляє прямо в око сутності. У Шінджі з'являється зброя, здатна зупинити удар. Однак флагман вибухає разом із Місато. Батько вважав сина покаранням і відсторонився від нього, думаючи, що так буде краще. А дружина завжди була поряд, навіть після смерті. З'являється Каору і запитує Шінджі, чого той хоче. Нині йому важливі не власні переживання, а порятунок Аски і друзів. Каору виконує бажання.
Шінджі прощається з Аскою і просить її передати привіт Кенську. Настає черга Каору, він хотів стати щасливим разом зі своїм другом. Потрібно позбавитися всіх Єв, включаючи тринадцяту. Каджі-старший каже «командувачу» Нагісі, що йому було потрібне щастя на двох. Каору, перший Ангел, розуміє, що знову гратиме роль у колі вічності. Вони з Каджі йдуть. Наступною вирушає Рей. Новий світ, Neon Genesis, створюється без Єв для людей. Мати і батько жертвують собою («вбивство бога)», допомагаючи синові. Всі мехи та Ліліт зникають. Залишаються тільки берег синього моря, Шінджі, чистий лист і Марі. В останній сцені дорослі Аска, Рей та Каору чекають на поїзди на платформі, а Шінджі та Марі йдуть зі станції.

## Ролі озвучували
| Актор            | Роль                    |
| ---------------- | ----------------------- |
| Мегумі Огата     | Ікарі Шінджі            |
| Рюносуке Камікі  | Ікарі Шінджі (дорослий) |
| Хаясібара Меґумі | Аянамі Рей, Юі Ікарі    |
| Юко Міямура      | Аска Ленглі Сікінамі    |
| Маая Сакамото    | Марі Іластріес Макінамі |
| Акіра Ісіда      | Наґіса Каору            |
| Фуміхіко Татики  | Ґендо Ікарі             |
| Мотому Кієкава   | Кодзо Фуюцукі           |
| Міцуїсі Котоно   | Місато Кацураґі         |
| Юріко Ямагуті    | Ріцуко Акаґі            |
| Хіро Юкі         | Макото Хьюга            |
| Мікі Наґасава    | Майя Ібукі              |
| Такехіто Коясу   | Сігеру Аоба             |
| Коїті Ямадера    | Рьоджі Каджі            |
| Кокі Утіяма      | Редзі Кадзі-молодший    |
| Томокадзу Секі   | Тоджі Судзухара         |
| Дзюнко Івао      | Хікарі Хоракі           |
| Тецуя Іванага    | Кенське Айда            |
| Міюкі Савасіро   | Сакура Судзухара        |
| Акіо Оцука       | Коджі Такао             |
| Анрі Кацу        | Хідекі Тама             |
| Марія Ісе        | Мідорі Китаками         |
| Саяка Охара      | Суміре Нагара           |

## Виробництво
Аніме було анонсовано разом з Evangelion: 3.0 You Can (Not) Redo, як завершальна частина Rebuild of Evangelion, під робочою назвою «Євангеліон: Фінал».
19 грудня 2014 року, в рамках проекту Japan Animator Expo, був показаний короткометражний фільм until You come to me, режисером виступив Хірамацу Тадасі. Але офіційним трейлером це вважати не можна, оскільки відео є демонстрацією досягнень молодих аніматорів Studio Khara. 24 грудня 2014 року вийшов альбом The world! EVAngelion JAZZ night = The Tokyo III Jazz club, де була пісня «Come sweet death, second impact», виконувана Мегумі Хаясибарой японською.
Після проблем з виробництвом третього фільму режисер і продюсер Хідеакі Анно впав у депресію, поскаржився на занепад японської анімації і публічно заявив у 2015 році про тому, що він не може працювати над ще одним фільмом. Однак компанія Toho запропонувала йому режисирувати перезапуск франшизи «Годзілла» — «Годзілла: Відродження»; Анно звинувачує картину в тому, що вона затримала його роботу над «Фіналом», незважаючи на комерційний успіх. Також у 2016 році персонал Studio Khara, включаючи режисера Кадзуя Цурумакі, був зайнятий підготовкою спеціального випуску The Dragon Dentist. Після офіційних вибачень режисер анімації заявив, що роботу над фільмом було відновлено.
| Шанувальникам «Євангеліону». Я дуже шкодую, що змушую вас чекати. Я багато працюю та роблю все можливе. — Хідеакі Анно |

Крім того, затримка була обумовлена і фінансовими причинами: у серпні 2014 року Khara надала Gainax' позику на 100 млн ієн ($916 400). У 2016 році Анно звернувся з позовом про стягнення боргів, побоювання викликав не так повернення грошей, як доля виробничих матеріалів, які могли бути продані невідомим особам або організаціям. У 2017 році Токійський окружний суд виніс рішення, згідно з яким Gainax має виплатити взяті кошти в повному обсязі.
5 квітня 2017 року Khara оголосила, що робота над фільмом йде повним ходом. У травні 2018 року студія заявила про набір співробітників на посади мультиплікаторів для роботи над тривимірною графікою, 3D-графікою, візуальними ефектами та 2D-анімацією, починаючи з 30 червня 2018 року.
Невеликий офіційний тизер був показаний 20 липня 2018 року під час японської прем'єри «Мирай з майбутнього».
19 березня 2019 року стало відомо, що розпочалося озвучення першої частини фільму. Разом з оголошенням було розміщено фотографію обкладинки сценарію з підписом H. Anno. Процес завершився 12 квітня 2019 року. Голоси в другій частині записувалися з 3 лютого 2020 року.
6 липня 2019 року перші 10 хвилин фільму були продемонстровані в Японії, на Japan Expo у Парижі, Anime Expo у Лос-Анджелесі та CCG Expo 2019 у Шанхаї. Текст опублікованого постера 続,最後. 비, 반. перекладався як «Продовження і кінець. Помилка та антитеза».
19 липня 2019 року з'явився другий офіційний тизер, де було названо дату виходу в японському прокаті — червень 2020 року. День 27 червня був уточнений на офіційному сайті франшизи наприкінці грудня.
17 квітня 2020 року було оголошено, що фільм перенесено на невизначений термін через епідемію коронавірусу. Автори вибачилися перед глядачами. Режисер залишив повідомлення і підкреслив, що йому дуже шкода змушувати людей чекати ще більше після 8 років. Новий постер мав слова «Поки, всі Євангеліони». Міжнародна назва Thrice Upon a Time відсилає на однойменний науково-фантастичний роман Джеймса П. Хогана про подорожі в часі. Studio Ghibli надала старий мультстанок для створення аналогової анімації, де Шінджі сидить на березі. Однак 70% фільму є комп'ютерною анімацією, виконаною співробітниками Color and Unity Technologies Japan на ігровому движку Unity з розширенням Anime Toolbox, а також компанією Project Studio Q. Анно просив знімати одні й ті ж сцени з різних кутів. Виробнича команда використовувала камери, модифіковані за допомогою контролерів PlayStation 4.
Оскільки вихід не відбувся певного дня, 28 червня 2020 року китайський режисер Сомей Сун опублікував повну версію короткометражного ролика Evangelion: It Can (not) Be True, який у стислому вигляді показувався в травні для реклами смартфонів  OPPO Ace 2.
29 вересня 2020 року аніматор Такасі Хасімото повідомив, що приступив до малювання фрагмента Єви, «який залишиться в історії». Зважаючи на 25-річчя прем'єри серіалу Хідеакі Анно випустив чергове звернення щодо затримок: «Я сам винен, що мені знадобилося так багато часу, щоб завершити цей проект, але завдяки всім фанатам він продовжується досі. Ще раз вдячний за вашу підтримку». Також режисер написав, що перебувати в офісі складно через коронавірус, але зробить все можливе, щоб фільм був доведений до кінця. Studio Khara було заплановано понад дві години перегляду. Це може спричинити проблеми з кінотеатрами, які обмежують кількість щоденних показів повнометражних фільмів через пандемію. На 2 жовтня 2020 року проходила фінальна перевірка анімації. 19 листопада закінчено запис основних та додаткових голосів. 17 грудня 2020 року всі знімальні та монтажні роботи в студії були завершені.

## Випуск

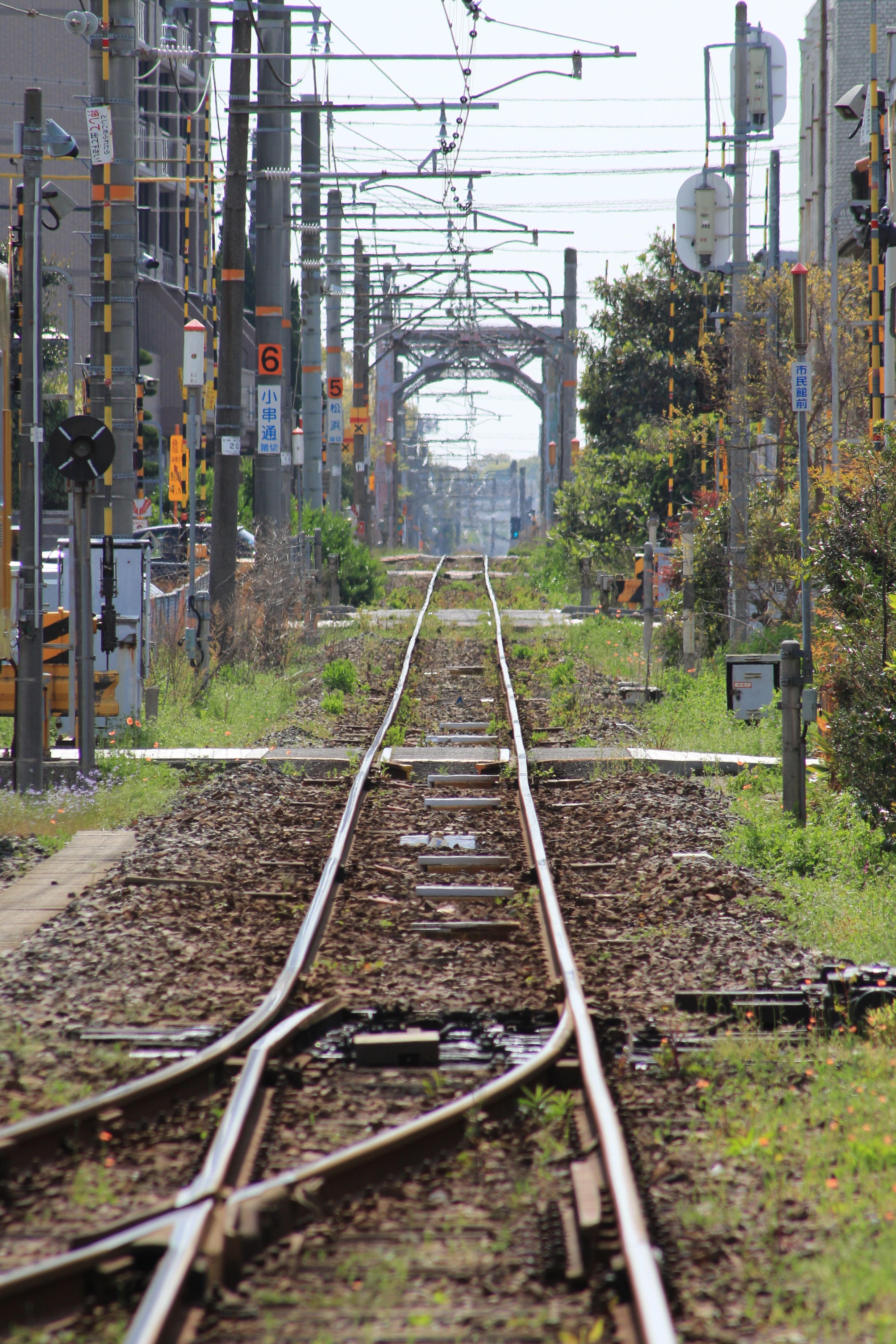
Вигляд на Сін-Ямагуті із залізничного переїзду біля станції Убе-Сінкава

Офіційний трейлер був опублікований разом з новим постером 24 грудня 2020 року. У деяких японських кінотеатрах показ буде проходити в системі IMAX. У зв'язку з поширенням коронавірусної інфекції та оголошенням надзвичайного стану в Токіо та трьох найближчих префектурах, ухвалено рішення скасувати нічні сеанси 23 січня 2021 року. Потім від випуску знову утрималися. Тривалість фільму — 2 години 35 хвилин, що набагато більше за інших у тетралогії. Studio Khara обіцяла провести прем'єру 8 березня в 4DX та IMAX. 7 березня на офіційному YouTube-каналі студії та сервісі Prime Video було продемонстровано 12 хвилин фільму та 3 хвилини короткого переказу сюжету попередніх аніме. Показ стартував 8 березня 2021 року. В Інтернет досить швидко потрапили кадри з екрану, і Khara пригрозила великими штрафами в 10 млн ієн (90 тис. доларів) і тюремним ув'язненням на строк до 10 років за порушення законів про несанкціонований запис фільмів у кінотеатрах та авторському праві.
Що стосується завершення історії, то Мегумі Огата запитала режисера на початку озвучування, чи це справді кінець. Анно відповів: «Все кончено» . 28 березня 2021 року сейю франшизи зібралися разом у Shinjuku Wald, це проводилося вперше після 1997 року і показувалося в 334 кінотеатрах Японії. 11 квітня 2021 року Анно, Цурумакі, Маеда та Огата вийшли на сценічне вітання в залі Shinjuku Baltic 9 та подякували всім співробітникам та шанувальникам за участь та підтримку. Захід транслювався в прямому ефірі в 328 залах по всій Японії. 29 квітня 2021 року по супутниковому телеканалу NHK BS1 була показана розширена 100-хвилинна версія Goodbye All Evangelion ~1214 Days of Hideaki Anno~ про виробництво аніме. Макет «Третього села» 9 м завдовжки і 4 м заввишки виставлений у тематичному парку Small Worlds Tokyo. Глядачі, які переглянули фільм у кінотеатрах, приїжджали до міста Убе і фотографували платформу станції Сінкава, яка з'являється в одній з важливих сцен, а також залізничні переїзди Мацухама та Когусі-дорі на південно-східній стороні, зображені на постері. Дехто відвідав хімічний завод Ube Industries Ltd. Міська влада поставилася до цього позитивно, оскільки продаж квитків збільшився. Залізнична станція Тенрю-Футамата в Хамамацу, яку також можна побачити у фільмі, до 26 вересня 2021 змінила позначення на платформі на «Дайсанмура», тобто «Третє село».
6 червня 2021 року було оголошено, що у фільму з'явиться нова версія Evangelion: 3.0+1.01, яка містить незначні зміни в анімації. Останній показ у японських кінотеатрах, включаючи Dolby Cinema, IMAX і 4DX, розпочався 12 червня 2021 року, для глядачів передбачено 36-сторінковий буклет Eva-Extra-Extra з ілюстраціями та передісторією третього фільму під назвою Evangelion 3. -120 min). На обкладинках зображені Аска на червоному тлі, а також Місато і Шінджі. 22 червня 2021 року 16 акторів озвучування брали участь у прямому ефірі спеціальної програми Shin Evangelion's All Night Nippon, режисери Кадзуя Цурумакі і Махіро Маеда виступили на віддалених трансляціях.
6 липня 2021 року на офіційному YouTube-каналі Khara була показана «Операція 0706», куди увійшли перші 10 хвилин 40 секунд прем'єри 2019 року, 8 хвилин 7 секунд Evangelion: 3.0+1.01, коментарі співробітників студії, ' Shin Evangelion's All Night Nippon на 1 годину 45 хвилин 18 секунд, де виступили всі сейю та співачка Йоко Такахасі. Завершальне сценічне вітання відбулося 11 липня 2021 року в Shinjuku Wald 9 за участю Огати, Міцуїсі, Ямагуті, Татики та Анно. Японський показ фільму закінчився 21 липня.
1 липня 2021 року стало відомо, що виняткове право на прем'єру Evangelion: 3.0+1.0: Thrice Upon a Time у 240 країнах та територіях за межами Японії придбав сервіс Amazon Prime Video. 13 серпня фільм виявився доступним і японським глядачам на численні прохання. На Amazon також був розміщений документальний фільм 1214 Days of Hideaki Anno. На думку журналу «Світ фантастики», назва Thrice Upon a Time (офіційно — «Якось раз») точніше перекладається як «Тричі» або «Утретє».
Спеціальний показ фільму відбувся 5 і 9 грудня 2021 року в кінотеатрі Toho Cinemas Roppongi Hills в ознаменування персональної виставки Хідеакі Анно. У річницю прем'єри, 8 березня 2022 року, відбулася пряма трансляція на сервісі Twitch для власників облікового запису Amazon Prime, також в ефірі режисер та співробітники Studio Khara відповіли на запитання користувачів. Також сеанс доступний у музеї мистецтв префектури Ямагуті з 17 по 25 серпня 2022.
Вихід видання «Євангеліон 3.0+1.11» на Blu-ray, 4K Ultra HD та DVD відбувся 8 березня 2023 року. Додаткові матеріали включають бонусне відео Evangelion: 3.0 (-46h), яке не увійшло до третьої частини, Evangelion: 3.0 (-120min), анонс Evangelion 3.333, трейлери, саундтрек до фільму та пісню «What If?» (обмежений тираж), сценічне вітання, запис програми Shin Evangelion's All Night Nippon і 28-сторінкову книгу. З 10 по 16 березня 2023 року «Євангеліон 3.0+1.11» показується в японських кінотеатрах Dolby Cinema.

## Збори
За перший день прокату було зібрано 802 млн ієн (7,3 млн доларів). На 10 березня зароблено 828 млн ієн, тобто 7,6 млн доларів, з них в IMAX виявилося 740 тис. За тиждень збори склали 3,3 млрд ієн (30,6 млн доларів), у тому числі 3,4 млн довелося на IMAX. Два тижні принесли 4900000000 ієн (45 млн доларів). За три тижні показники зросли - понад 6 млрд ієн (55 млн доларів). Місяць збільшив результат до 7 млрд ієн (63,7 млн доларів). Тим самим Evangelion: 3.0+1.0: Thrice Upon a Time став найкасовішим у франшизі, обійшовши
Evangelion: 3.0 You Can (Not) Redo з його світовими зборами в 60,6 млн доларів. 24 травня 2021 року стало відомо про 8,54 млрд ієн (78,4 млн доларів), таким чином встановлено новий рекорд серед робіт режисера. До 12 липня 2021 року, після показу нової версії, було зібрано 9990000000 ієн (90830000 доларів), Анно додав, що «999 — це хороша кількість для Toei». 13 липня 2021 року збори перевищили 10 млрд ієн (90,85 млн доларів), для чого знадобилося 127 днів. Проте ці цифри не відповідають досягненням хіта 2020 року — аніме «Винищувач демонів: Поїзд „Нескінченний“», який за перший день заробив 12 млн доларів, а за десять піднявся до 100 млн. Анно висловив сподівання, що якщо Evangelion: 3.0+1.0 перевищить «Годзілу: Відродження» і навіть вийде на 10 млрд ієн, це пожвавить індустрію. 19 липня 2021 року отримані 10,15 млрд ієн (91,21 млн доларів) дали Evangelion: 3.0+1.0: Thrice Upon a Time 35 місце в Списку найкасовіших фільмів у Японії. На 21 липня 2021 року збори склали 10,22 млрд ієн (92,7 млн доларів). «Євангеліон: 3.0+1.01» став найкасовішим фільмом Японії в 2021 році. Однак його замінив змістив з позиції фільм Магічна битва, який зібрав 10,45 млрд ієн до 7 лютого 2022.

## Критика

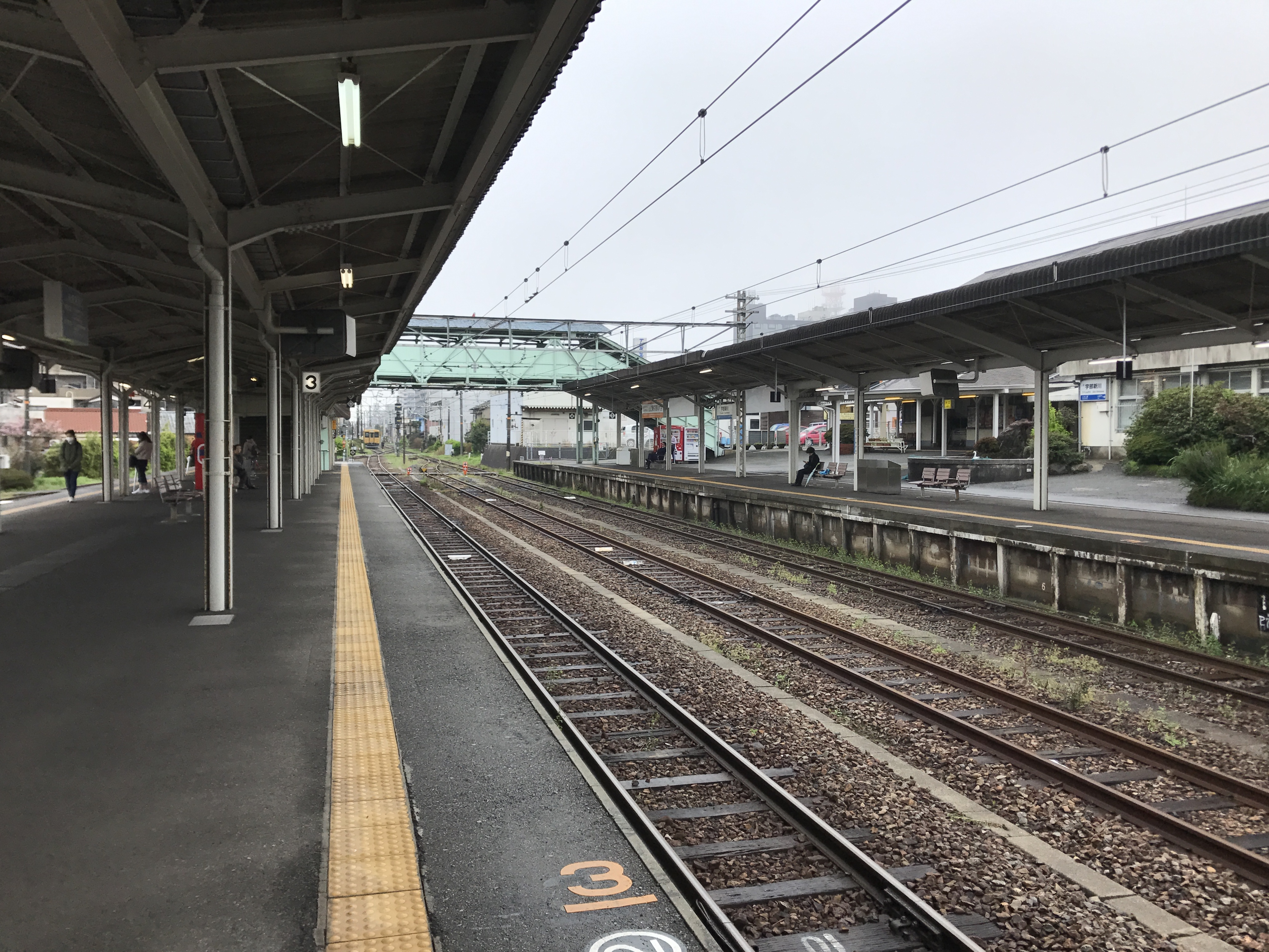
Платформа станції Убе-Сінкава

Metacritic дав 84 бали зі 100 можливих на підставі 7 рецензій. На Rotten Tomatoes рейтинг становить 100% з урахуванням 24 критичних оглядів. Фільм проходить тест Бекдел.
В огляді IGN фільм отримав 8 із 10 балів. Хідеакі Анно «перебудував» історію, додавши надії та позитиву настільки, що це може викликати роздратування у давніх фанатів. У кількох сценах використовуються малюнки олівці аналогічно 25—26 серіям оригіналу. IMAX не допоміг анімації виглядати краще. Обстановка під час зливи дуже схожа на «Сад витончених слів». Ключові персонажі приймають рішення, які в хорошому сенсі здаються абсолютно не схожими на те, що глядачі від них очікують. Шінджі Ікарі виявляє ініціативу і взаємодіє з товаришами, він подолав нескінченну жалість до себе і став зрілою і врівноваженою людиною. У минулих фільмах і серіалі Шінджі уникав контактів з іншими зі страху бути скривдженим і відкинутим. Тут він намагається налагодити зіпсовані стосунки із батьком. Порушуються теми дорослішання, руху вперед, відпускання минулого та пошуку сил для прощення. Хоча насамперед «Євангеліон» пов'язують із психічною нестабільністю та крихкістю, цей фільм більше зацікавлений у зціленні ран та є ковтком свіжого повітря. Така зміна ролей є життєво важливою. Evangelion: 3.0 You Can (Not) Redo був шоком для всіх – різким, холодним, апокаліптичним та жорстоким. Але шматки розбитого світу зібрані, і вони сумісні з сумнозвісною пітьмою. Режисер відпустив героїв на волю, проте їхні таємниці ще чекають на своїх шукачів.
The Japan Times поставила високу оцінку - чотири з половиною зірки з п'яти. Роки показали, що комп'ютерна графіка досягла певних успіхів, хоча шанувальники завжди віддають перевагу мальованій анімації оригінального серіалу і фільму «Кінець Євангеліону». Але під цим видовищем ховається особиста історія. Шінджі був не єдиним, хто занепав після Evangelion: 3.0 You Can (Not) Redo. Анно сам впав у депресію, через яку не набрався сили навіть для відвідування власної студії. На щастя, згодом він повернувся і за допомогою своїх друзів-режисерів доробив фільм. У міру розвитку сюжету, битва стає більш сюрреалістичною, зрештою безжально ламаючи четверту стіну. Для тих, хто сподівається на остаточний та легкий для розуміння фінал, буде більше запитань, ніж відповідей, як і раніше. Час — це замкнене коло. Складність — справжня сила «Євангеліону», щоб допомогти зазирнути всередину себе, незважаючи на роботів, мерчандайзинг і десятиліття суперечок про те, який персонаж найсимпатичніший (на думку рецензента — Місато). Успіх франшизи є потужним спростуванням точки зору, згідно з якою нічого переробляти взагалі не варто . Журнал Paste поставив 9 з 10 балів. Slant Magazine дав 3 зірки з 4 і назвав Evangelion: 3.0+1.0 фільмом про опір та самореалізацію. У рецензії «Афіші» Хідеакі Анно за всіма прикметами виступає як художник-постмодерніст, у якого форма важливіша за зміст. У певний момент дві Єви, що б'ються, навіть стають ляльками на знімальному майданчику токусацу. Це іронія режисера, який зняв Cutie Honey і «Годзілу: Відродження», над глядачами та власною творчістю. Слова «Прощайте, всі Євангеліони» Анно адресує шанувальникам, які відмовилися змінюватися, як і раніше живуть у віртуальному світі, обговорюють приховані смисли аніме та сперечаються на тему «Аска чи Рей».
Річард Ейзенбейс в огляді Anime News Network підкреслив, що важко недооцінити ажіотаж навколо Evangelion: 3.0+1.0: Thrice Upon a Time як в Японії, так і за її межами. Якщо це останнє аніме у франшизі Evangelion, все закінчилося добре. Перша чверть присвячена наслідкам попереднього фільму: Шінджі у тяжкому стані, Рей намагається стати собою, історія Аскі набагато тонша — за останні 14 років з нею багато сталося. Тепер є чітке уявлення про цілі Wille та Nerv. Але найважливішим елементом є акцент на Ґендо, глибше показано його мотивацію, чому він робив жахливі речі. Йому можна поспівчувати. У оповідальному і тематичному плані "Thrice Upon a Time" тісно пов'язаний з "The End of Evangelion". Однак їхні послання різняться: аніме 1997 року говорило, що краще перебувати поряд з дорогими людьми, незважаючи на біль, що відчувається. Новий фільм стверджує, що якщо безкорисливо любити тих, хто небайдужий і робити все для щастя, нічого не чекаючи натомість, тоді вдасться уникнути самотності. Це оптимістичний урок, що звучить правдоподібно. Однак сюжет не позбавлений недоліків, коли справа доходить до розвитку Марі як персонажки, враховуючи, наскільки важливими є вона сама та її минуле. Питання викликають ряд технічних моментів (кордони реальності, логістика, ресурси, кораблі, що літають, сотні Євангеліонів). З музичної точки зору вийшло те, що глядачі очікують від "Rebuild of Evangelion": кілька треків з оригінального серіалу, пісні Хікару Утади та класична музика, вони задають настрій у ключових сценах. З візуального боку Thrice Upon a Time виглядає плавним і динамічним, хоча помітні перехід між 2D і 3D, і навіть ротоскопуювання. Найбільша проблема — хаотичні та нагромаджені бойові сцени. На початку вершина Ейфелевої вежі є єдиною зброєю, здатною зупинити ворога, що змушує згадати «Тихоокеанський рубіж». Найгірше, що можна сказати - багато бої виглядають прямо як з фільму «Матриця: Революція». Загалом поєднання нового і старого зробило кінець тетралогії задовільним.
У той час як початок в основному показує понівечений війною світ, продовження перетворюється на калейдоскоп, де масштаб легко затьмарює попередні частини хутра-кайдзю. Екшен виглядає вражаючим, але стає все більш відчайдушним. 155 хвилин не тільки сповнені видовищністю, але й відрізняються значними паузами. Шінджі, Аска та Рей освоюються у крихітному ізольованому селі з добрими поселенцями. Ці сцени зображають простоту та життєлюбність, які поставлені на карту, оскільки нависає загроза четвертого та, ймовірно, останнього апокаліпсису. Натяк на те, що діти-солдати ніколи не знали нормального існування і безтурботна картина того, як вони могли жити, не будучи пов'язаними згубними обставинами та примхою жорстоких дорослих. Однак так «буквально» рідко заявляла лінгва франка оригінального серіалу. Пастораль відчувається як вкрадений проблиск кращої альтернативної реальності (обстановка прямо з фільму Studio Ghibli). Поки пілоти управляють Євангеліонами або на власний вибір, або тому, що ніхто інший не зможе, для них щастя — лише фантазія. Аніме вичікує, а потім починає довге занурення в царство абстракції на тлі крещендо, що спотворює і без того тривожні образи, щоб створити щось зовсім нове. Свобода в "Thrice Upon a Time" - річ рідкісна і цінна в міру наближення запланованого катаклізму. Як виявилося, Ґендо був вирішальним персонажем, випереджаючи всіх на 10 кроків. У 26-й серії «Євангеліона» та фільмі The End of Evangelion Шінджі відмовився від комплементації, не підтримуючи батьківський задум. Центральною частиною історії є їх напружені стосунки. Зрештою будь-які спроби побудувати хронологічний канон будуть марними, і це правильно. Яка суть франшизи, якщо не пошук скороминущої іскри людяності перед безперервним нігілізмом? Здавалося б, відповідь полягає в тому, що Шінджі нарешті вирішить свої проблеми, замість того, щоб тікати від них. Звучить просто, але коли кожна дія і рішення несе на собі весь тягар світу — залізти в робота або встати з ліжка, то проблема стане спустошливою, а сувора самокритика, що очищає.
Crunchyroll звернув увагу, чому Аска залишається з Кенську. Вона зізнається Шінджі, що любила його, коли вони були дітьми, але 28-річна не може перебувати разом із тим, хто не змінився за 14 років. Шінджі приймає це, кажучи, що теж любить її, і Аска перетворюється на LCL, хоча дія відбувається в антивсесвіті. Рей відкриває собі як бути людиною і теж зникає. Шінджі вирішує сісти в робота. Місато дозволяє йому знову пілотувати Єву-01. Сцена, де борються дві Єви (Шінджі та Ґендо зі своїми ідеалами) відсилає до комп'ютерних ігор у франшизі. Evangelion: 3.0 + 1.0 став антитезою та психоаналізом. Анно завершив свою подорож. Він використовував все, що знав про виробництво аніме та кіно, включаючи макети та реквізит. Фінал є щасливою версією «падіння» в The End of Evangelion. Коли Шінджі «перемагає» і вирішує перезавантажити світ на березі моря без Євангеліону, анімація переходить у чернетку та розкадрування, з чого і починалася. Дорослі Шінджі та Марі, яких можна інтерпретувати як Хідеакі та Моєко Куди він збирається і де кінцева станція «Не тікати»? Тосіо Окада, співзасновник, вказав на очевидний вплив «Королівського десанту», де режисер Хіроюкі Ямага знімав макети на відеокамеру. З іншого боку, це повна протилежність Хаяо Міядзакі, який критикував Хідеакі за використання реальних кадрів у виробництві аніме. Не випадково Місато каже, що син може дати своєму батькові: поплескати по плечу або вбити.

## Музика
Головною музичною темою стала пісня «One Last Kiss» Хікару Утади. У цифровому вигляді композиція планувалася до виходу 24 січня, а на фізичних носіях 27 січня 2021 року, проте терміни зрушили на 9 і 10 березня. У міні-альбом увійшли також ремастовані і нові версії Beautiful World, Fly Me to the Moon (In Other Words) і Sakura Nagashi. Диск очолив Billboard Japan Hot 100 і опинився на 2 місці в чарті Oricon. Було знято кліп "One Last Kiss", який випустила сама Утада, зйомки проводилися на околиці Лондона, у тому числі на смартфон, монтажером і режисером виступив Хідеакі Анно. На обкладинці компакт-диска зображений Шінджі, а на японській грамплатівці Рей, у закордонному варіанті Аска з очною пов'язкою. Виданням для США та Європи займається Milan Records, вихід намічений на 20 серпня та 22 жовтня 2021 року, LP прозорий та синій. Саундтрек від Сіро Сагісу мав надійти у продаж 10 лютого 2021 року на 3 дисках, але відкладений до 17 березня. Колекційна версія являє собою коробку зі стікерами. Пісня «Voyager — Gravestone Without Dates» була випущена в 1984 році для фільму Bye-Bye Jupiter на синглу Юмі Мацутої, а тут звучить у виконанні Мегумі Хаясібари. «Yearning for Your Love» співає Майкл Визговський, а «Hand of Fate» — Хейзел Фернандес. Також є композиція «Crash! Todoroki vs. Great Demon Ship» за авторством Тосіакі Цусіми з фільму «The War in Space» (1977), треки з серіалів «Nadia: The Secret of Blue Water»", "Він і вона та їх обставини ". При перегляді здається, що музика натхненна і фільмами 2010-х років, такими як "Безумний Макс: Дорога люті.

## Нагороди
- Tokyo Anime Award 2022 — кращий фільм[147].
- Премія Японської академії за кращий анімаційний фільм року 2022[148].